# Ooctonus sinensis
Ooctonus sinensis är en stekelart som beskrevs av Subba Rao 1989. Ooctonus sinensis ingår i släktet Ooctonus och familjen dvärgsteklar.
Artens utbredningsområde är Nepal. Inga underarter finns listade i Catalogue of Life.